# 西嶼東臺
西嶼東臺，又稱作東臺古堡、西嶼東炮臺，是位於澎湖縣西嶼鄉內垵村的清代軍事遺址，當前屬為中華民國國定古蹟。

## 歷史

### 清領時期
西嶼自明鄭末年時即設置炮台，西元1683年（明鄭永曆37年、康熙22年），清水師提督施琅將率艦攻打澎湖，明將劉國軒為強化澎湖而興建砲台，清廷佔領後，則延用明鄭時期構建的砲臺做為防禦設施。光緒九年（1883年），歸因清法戰爭，澎湖通判李嘉棠奉李鴻章之命，在當地內建造兩座防禦砲臺。由於未能安裝新式大砲，因此在後來的戰爭未能發揮作用。戰爭結束後歸因台灣建省，為因應防禦海上敵艦攻擊，台灣巡撫劉銘傳親履澎湖會勘提出「本爵部院查澎湖一島孤危絕險，為閩台門戶，必須禦築堅厚砲台，購置精利大砲，選派勁旅駐紮，方足以守禦。」多次奏請加強澎湖的海防，最終任命澎湖總兵吳宏洛，並於光緒十三年（1887年）正月興工建造，光緒十五年（1889年）完工使用。

### 日治時期
1895年（光緒21年），歸因乙未戰爭使日軍登陸澎湖，日艦畏懼於西嶼西臺的火砲威力，轉由湖西裡正角海岸登陸，西嶼西臺因位於澎湖島的最西側，無法火力支援澎湖島東側的拱北砲臺，最終無法發揮其應有的火砲威力，澎湖則在三天內完全攻陷。
日軍在佔據澎湖島後，隨即起調查和測繪澎湖各砲臺之標高和配備，因為防止敵軍由西方登陸及襲擊，1901年（明治34年）將西嶼東砲臺改建成西嶼東堡壘，並改配備4門12吋加農砲、機關砲2門，附屬砲臺則配備9珊加農速射砲4門、機關砲2門等工程。1919年（大正8年）因調整澎湖島要塞兵備，而將西嶼東堡壘和附屬砲臺改稱「東砲臺」，其主要任務為防止敵艦艇前方海面對馬公港採取動作，在第二次世界大戰中，因美軍採跳島作戰方式，加上1941年完成要塞再整理計畫，宣告東砲臺退役，西嶼東臺自此不再具有火砲防禦功能的砲臺而保存至今。

### 戰後時期
1992年，西嶼東臺被指定為國定古蹟。1997年5月，《文化資產保存法》修法後，廢除一級古蹟分法，西嶼東臺改為國定古蹟。

## 空間配置
西嶼東臺整體呈方形，東西向長、南北向短，佔地約一點三公頃，四周設護牆兩道，牆外設壕溝。結構包括堡門與土垣、內壕溝、子牆、內垣廣場、兵房、外垣廣場、砲座與外垣壕溝等，砲座及兵房等設施採凹下式做法，能與當地地形環境相配合。面海一側，安砲位三處，計圓形一座、半圓形兩座，配備英國製阿姆斯脫朗後膛砲7吋、8吋、10吋各一門。配合砲位，子牆內鑿有成排儲彈孔。砲位與砲位之間，為彈藥庫及U字型平面的圓拱磚造營堡與兵房，此外砲臺中央入口有弧拱門洞，題額為「西嶼東臺」。

## 圖輯

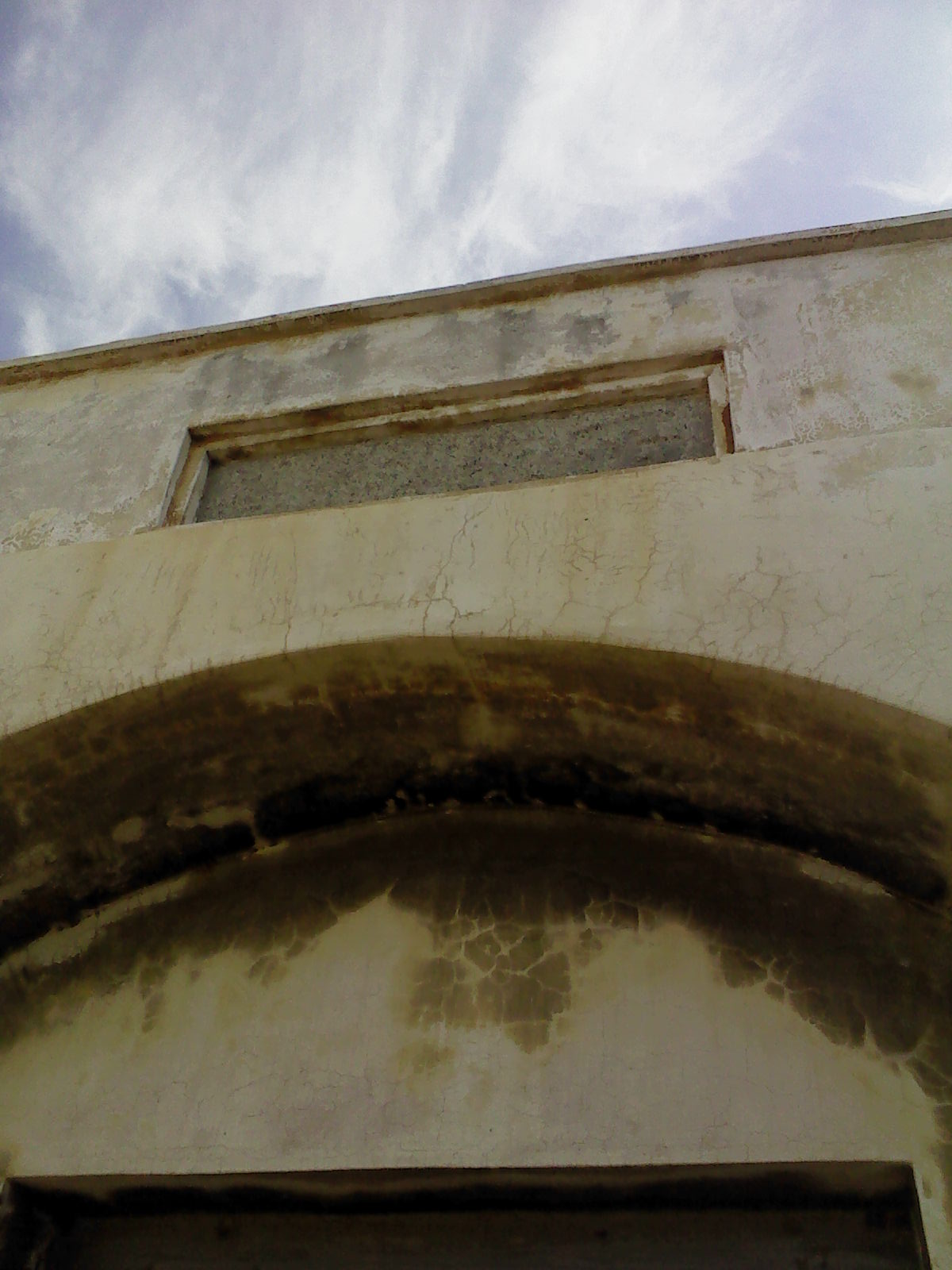
西嶼東臺門額
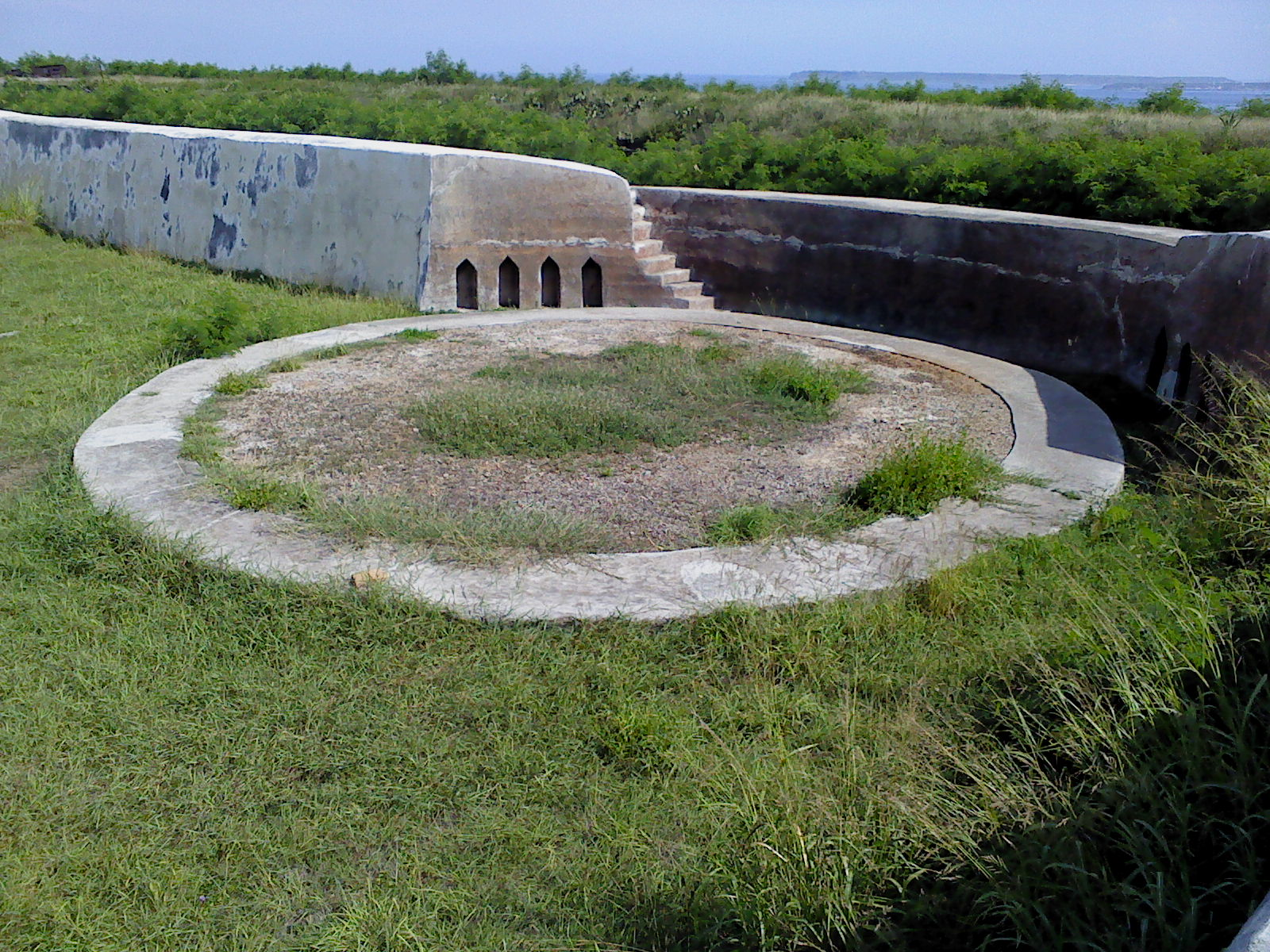
西嶼東臺內部
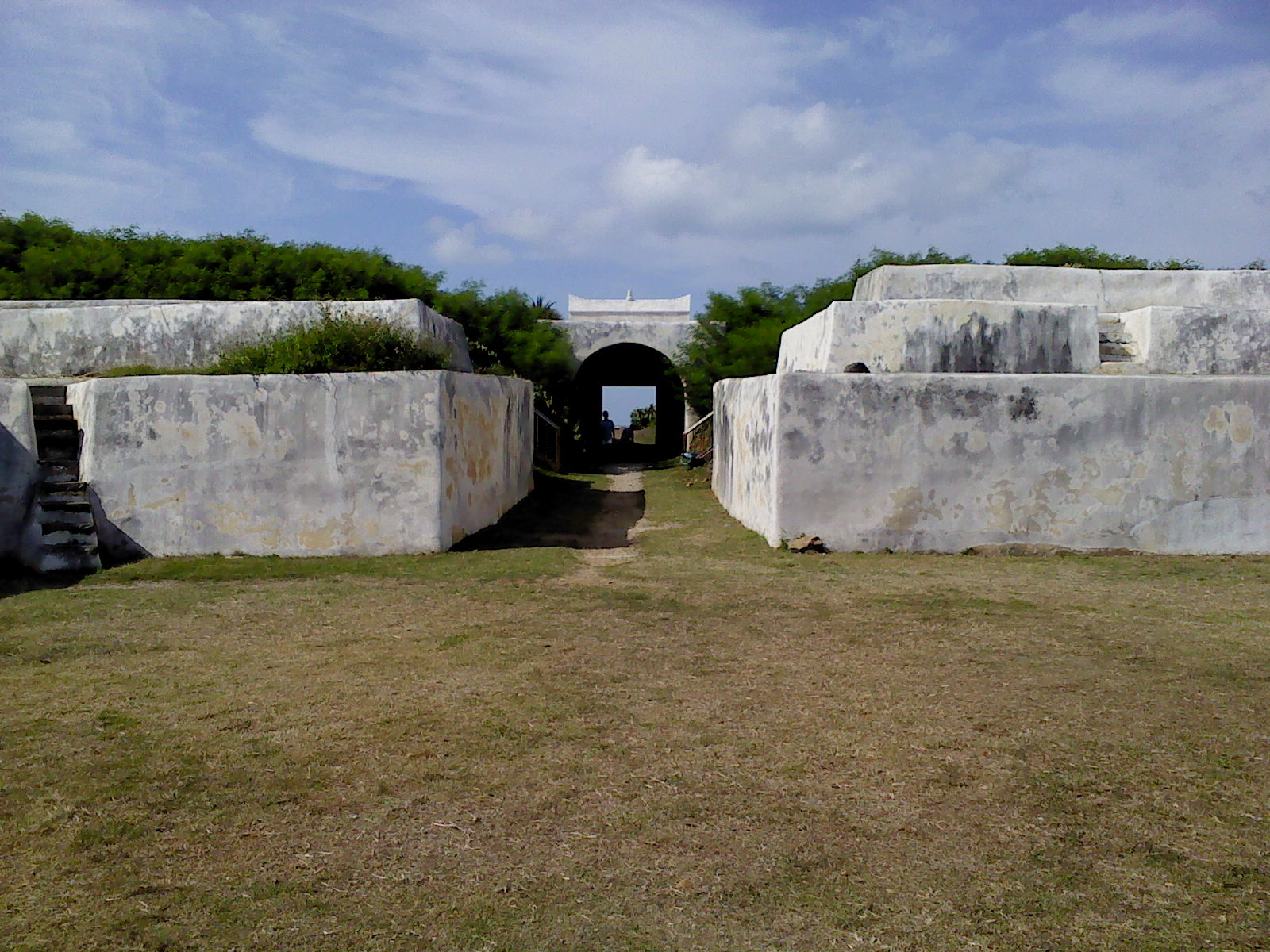
西嶼東臺內部建築
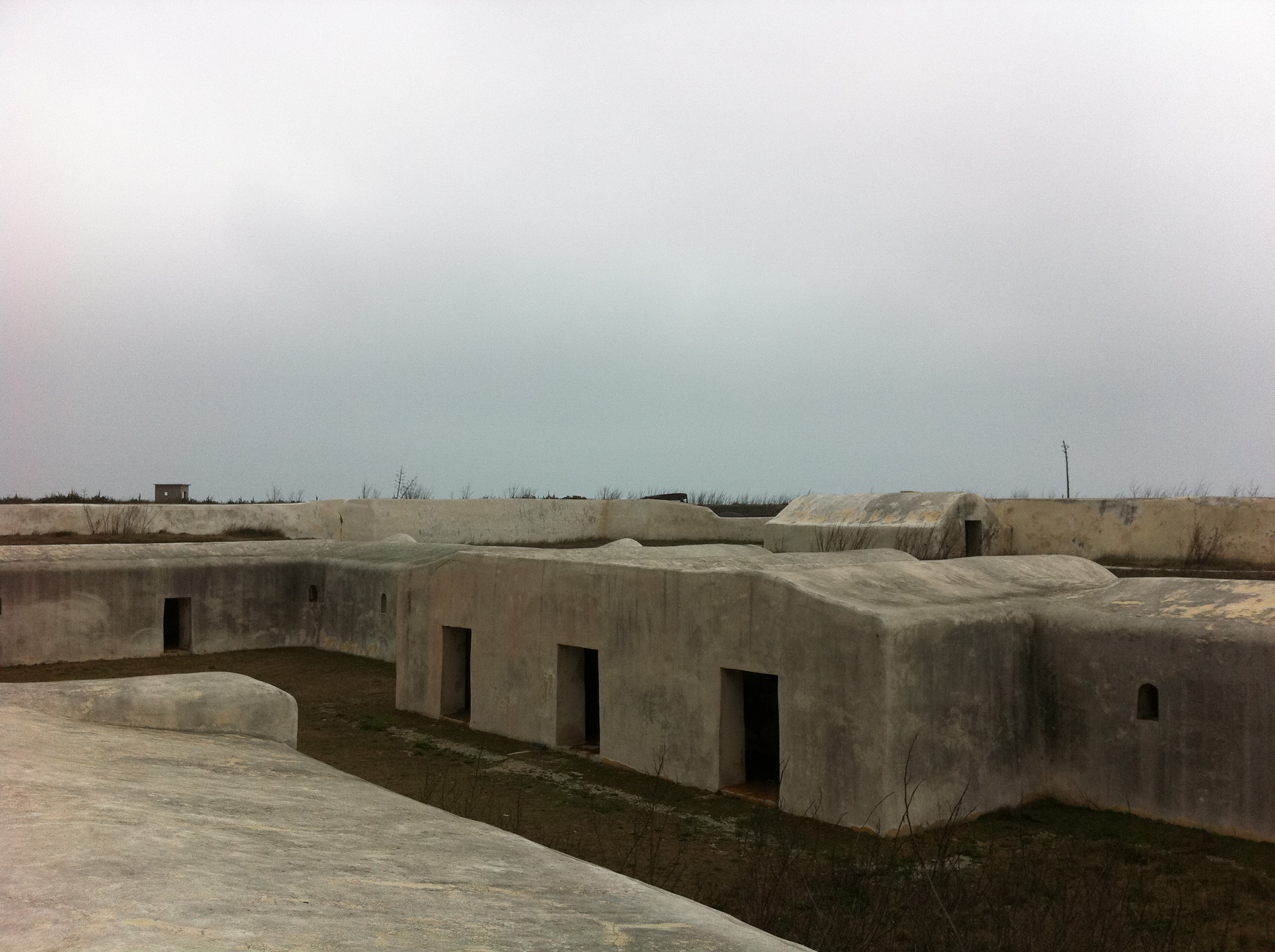
東台古堡內部